# Dissorophidae
I dissorofidi (Dissorophidae) sono una famiglia di anfibi estinti, vissuti tra il Carbonifero superiore e il Permiano superiore (310 – 250 milioni di anni fa). I loro resti sono stati rinvenuti in Nordamerica ed Europa.

## Anfibi terrestri e corazzati

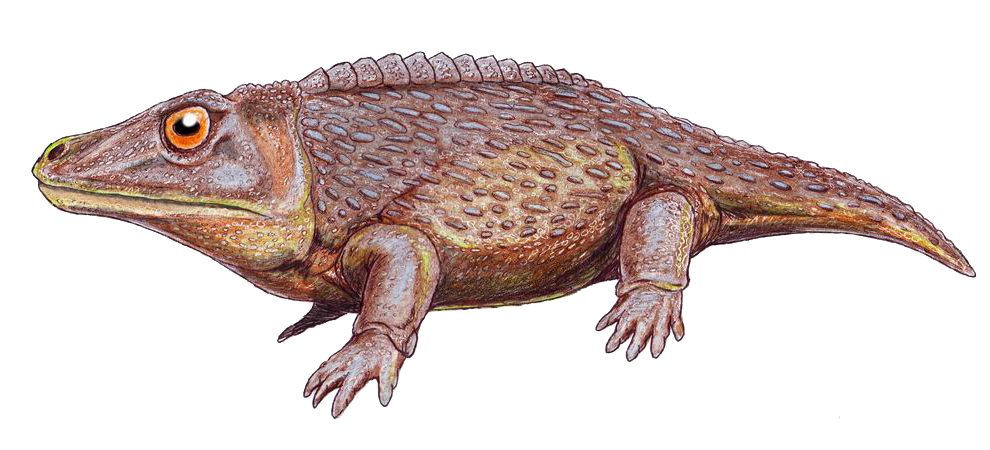
Ricostruzione di Zygosaurus lucius, un possibile dissorofide della Russia

Di dimensioni relativamente piccole (di norma non superavano i 60 centimetri di lunghezza), i dissorofidi possedevano caratteristiche notevolmente diverse da quelle degli altri anfibi tipici del Carbonifero e del Permiano. Nonostante i loro parenti prossimi fossero giganteschi predoni semiacquatici come Eryops, i dissorofidi svilupparono zampe corte ma potenti, adatte alla locomozione terrestre, e i loro corpi erano piccoli e compatti. La testa, al contrario, era eccezionalmente grossa in rapporto al resto del corpo, ed era armata di ampie fauci.

Il cranio era dotato di una notevole incisura otica, che indica la presenza di una notevole membrana timpanica e quindi di un ottimo udito. La maggior parte dei dissorofidi, inoltre, era dotata di una spessa corazza lungo il dorso, che garantiva una protezione contro predatori terrestri quali gli sfenacodonti. Probabilmente i dissorofidi erano piccoli predatori terrestri, che catturavano invertebrati e piccoli vertebrati grazie a rapidi movimenti. 

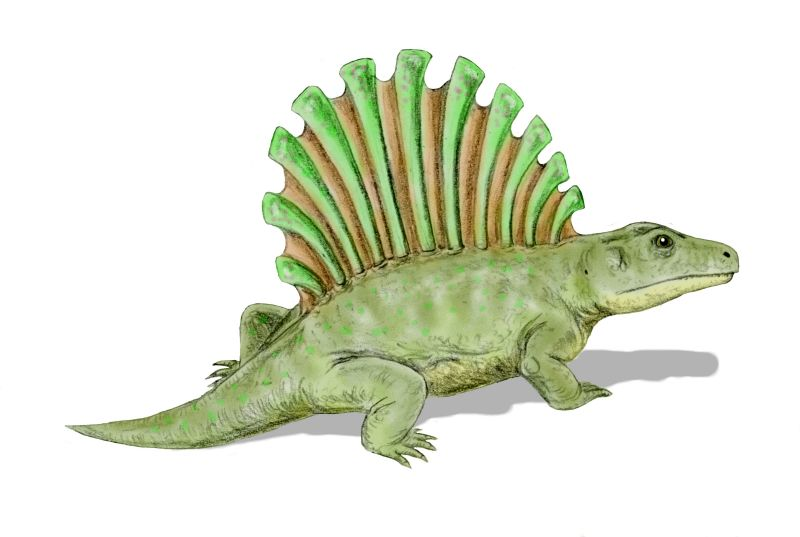
Ricostruzione di Platyhystrix rugosus, un dissorofide munito di "vela"

## Una grande varietà di forme
Tra le forme più conosciute, da ricordare Cacops, presente nei terreni del Permiano nordamericano, così come l'insolito Platyhystrix munito di “vela”. Dissorophus, che dà il nome alla famiglia, è leggermente più antico. Non tutti i dissorofidi avevano un corpo compatto e zampe corte: Nooxobeia, ad esempio, era snello e leggero; le sue zampe allungate gli permettevano di affidarsi alla velocità, e non all'armatura, per sfuggire ai predatori. 

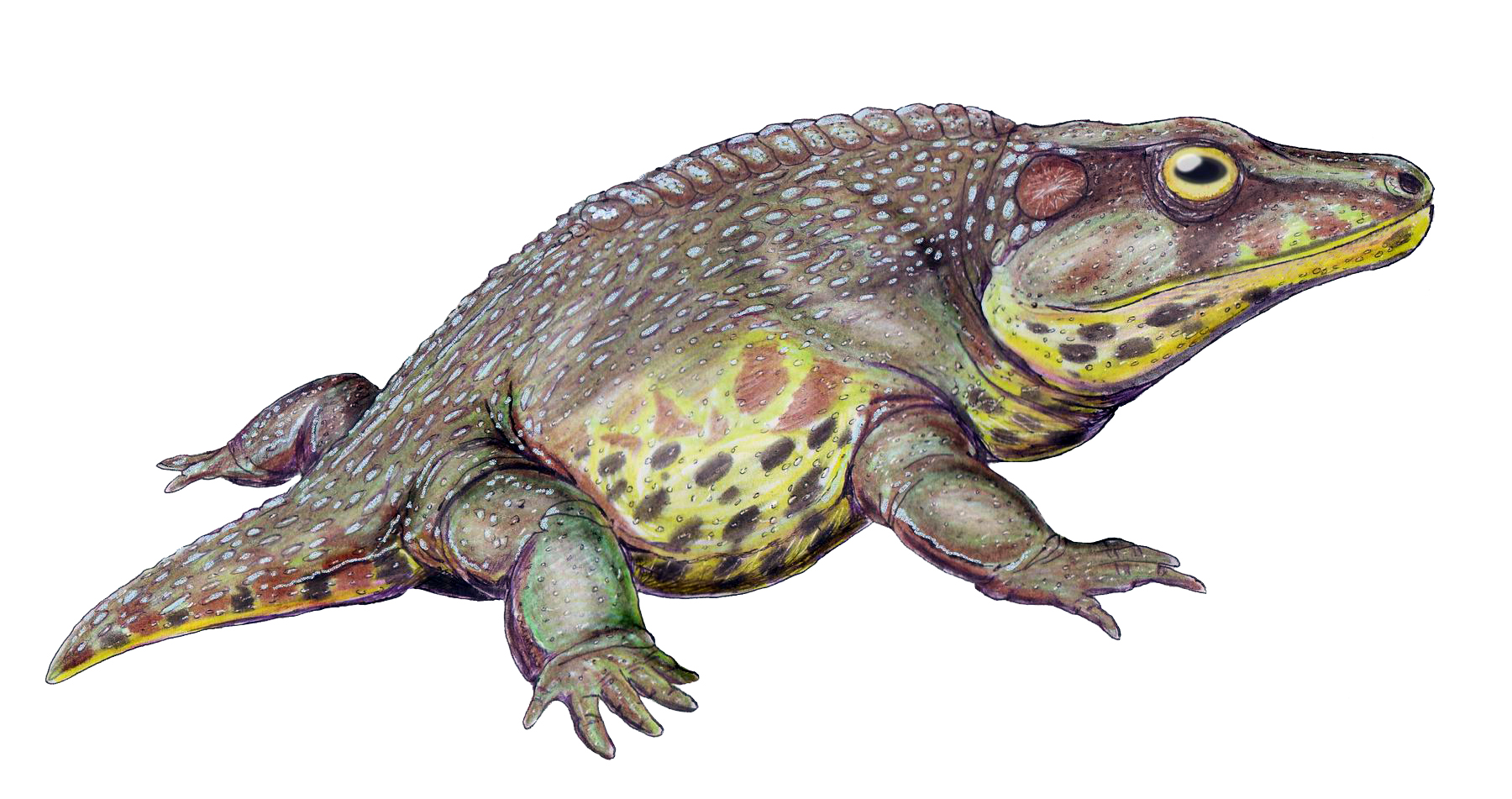
Ricostruzione di Cacops aspidephorus

In Russia, in strati del Permiano medio e superiore, sono state rinvenute numerose forme di dimensioni piuttosto cospicue che potrebbero appartenere a questa famiglia: tra queste Zygosaurus e Kamacops, particolarmente affine a Cacops. I dissorofidi potrebbero essere sopravvissuti all'estinzione di fine Permiano, se è vero che i resti di un animale, denominato Micropholis stowi e risalente al Triassico inferiore del Sudafrica, appartengono a questa famiglia. In ogni caso, sembra che queste ultime forme fossero più legate all'ambiente acquatico.

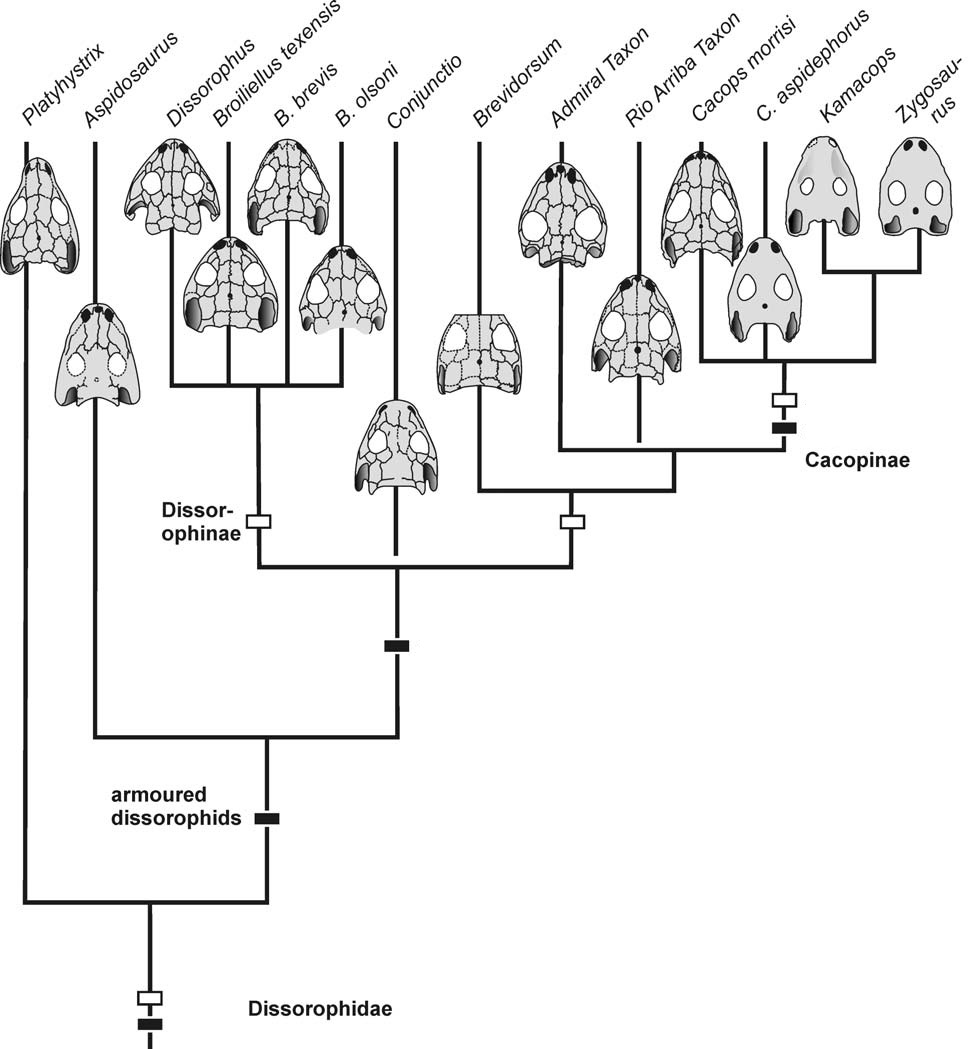
Schema dell'evoluzione dei dissorofidi

## Antenati delle rane?
Alcuni scienziati ritengono che i dissorofidi fossero vicini all'origine delle rane (Anura); in particolare alcune forme intermedie, come Doleserpeton, potrebbero essere le dirette antenate degli odierni anfibi.